# Homogeneización cultural
Homogeneización cultural es un aspecto de la globalización cultural, considerada una de sus principales características, y se refiere a la reducción de la diversidad cultural a través de la popularización y difusión de una amplia gama de símbolos culturales, no solo objetos físicos sino también costumbres, ideas y valores. David E. O'Connor la define como "el proceso mediante el cual las culturas locales son transformadas o absorbidas por una cultura externa dominante". La homogeneización cultural ha sido denominada "quizás el rasgo más discutido de la cultura global". En teoría, la homogeneización podría implicar la eliminación de barreras culturales y la adopción global de una única cultura.
La homogeneización cultural puede impactar en la identidad nacional y la cultura, las cuales podrían ser "erosionadas por el impacto de las industrias culturales globales y los medios de comunicación multinacionales". El término suele usarse en el contexto de la cultura occidental, dominando y destruyendo otras culturas. El proceso de homogeneización cultural en el contexto de la dominación de la cultura occidental (estadounidense), cultura capitalista, también se conoce como mcdonalización, coca-colonización, americanización o occidentalización y se critica como una forma de imperialismo cultural y neocolonialismo. Este proceso ha sido rechazado por muchas culturas indígenas. Sin embargo, aunque algunos académicos críticos de este proceso destacan el dominio de la cultura estadounidense y el capitalismo corporativo en la homogeneización cultural moderna, otros señalan que no es un proceso unilateral y, de hecho, implica un intercambio de elementos entre múltiples culturas.
Los críticos de la teoría de la homogeneización cultural argumentan que, al mezclarse diferentes culturas, la homogeneización no se trata tanto de la propagación de una única cultura como de la mezcla de varias, mientras las personas se familiarizan con otras culturas y adoptan sus elementos. Ejemplos de influencias culturales no estadounidenses que afectan a Occidente incluyen la música del mundo, la popularización de programas de televisión no estadounidenses (como las telenovelas latinoamericanas, el anime japonés o Bollywood indio), religiones (Islam, Budismo), comida y vestimenta, aunque en la mayoría de los casos estas influencias son insignificantes en comparación con la influencia occidental en otros países. El proceso de adopción de elementos de la cultura global en las culturas locales se conoce como glocalización o heterogeneización cultural.
Algunos académicos como Arjun Appadurai señalan que "el problema central de la interacción global actual es la tensión entre la homogeneización cultural y la heterogeneización cultural". En el mundo árabe, la homogeneización cultural es vista como una amenaza real o potencial a su independencia política, económica y cultural.

## Perspectivas
El debate sobre la homogeneización cultural incluye dos preguntas principales:
- si la homogeneización está ocurriendo o no.
- si se considera positiva o no.

John Tomlinson afirma: "Es una cosa decir que la diversidad cultural está siendo destruida, y otra lamentar el hecho".
Tomlinson argumenta que la globalización conduce a la homogeneización. Comenta sobre Cees Hamelink: "Hamelink tiene razón al identificar la sincronización cultural como una característica sin precedentes de la modernidad global". Sin embargo, a diferencia de Hamelink, Tomlinson cree que la homogeneización no es algo malo en sí mismo y que los beneficios de la homogeneización pueden superar las ventajas de la diversidad cultural.
Arjun Appadurai, reconociendo el concepto de homogeneización, ofrece un argumento alternativo sobre la indigenización. Afirma que "el argumento de la homogeneización se subdivide en un argumento sobre la americanización o un argumento sobre la mercantilización... Lo que estos argumentos no consideran es que, al menos tan rápidamente como las fuerzas de varias metrópolis se introducen en nuevas sociedades, tienden a indigenizarse".
Aunque hay más por explorar sobre las dinámicas de la indigenización, ejemplos como la indonesianización en Irian Jaya y la indianización en Sri Lanka muestran la posibilidad de alternativas a la americanización. Appadurai señala que "la comunidad imaginada de un hombre es la prisión política de otro".
En general, la homogeneización se percibe negativamente, ya que conduce a la "reducción de la diversidad cultural". Sin embargo, algunos académicos tienen una visión positiva de la homogeneización, especialmente en el ámbito de la educación. Afirman que "produce normas consistentes de comportamiento en un conjunto de instituciones modernas, vinculando así instituciones como el estado-nación moderno y la educación formal en una esfera política estrecha".
La enseñanza de valores universales, como la racionalidad a través de la educación masiva, es parte de los beneficios positivos que pueden generarse de la homogeneización.
| Torre Ejecutiva Pemex                              |
| Torre Ejecutiva Pemex en Ciudad de México, México. |

| Hudson's Bay Centre                     |
| Hudson's Bay Centre en Toronto, Canadá. |

| Tour Montparnasse                    |
| Tour Montparnasse en París, Francia. |

| Sun Hung Kai Centre               |
| Sun Hung Kai Centre en Hong Kong. |